# Kombinacja norweska na Mistrzostwach Świata w Narciarstwie Klasycznym 1935
Zawody w kombinacji norweskiej na IX Mistrzostwach świata w narciarstwie klasycznym odbyły się dnia 13 lutego 1935 w czechosłowackiej miejscowości Wysokie Tatry.

## Wyniki

### Skocznia normalna/18 km
- Data 13 lutego 1935

| Medal | Zawodnik              | Narodowość           | Wynik  |
| ----- | --------------------- | -------------------- | ------ |
|       | Oddbjørn Hagen        | Norwegia             | 427,60 |
|       | Lauri Valonen         | Finlandia            | 422,75 |
|       | Willy Bogner          | III Rzesza           | 393,00 |
| 4     | Olaf Hoffsbakken      | Norwegia             | 382,10 |
| 5     | Sigurd Røen           | Norwegia             | 367,30 |
| 6     | Johann Lahr           | Czechosłowacja       | 363,50 |
| 7     | Hans Hauser           | Republika Austriacka | 354,40 |
| 8     | Gustav Berauer        | Czechosłowacja       | 353,70 |
| 9     | Bronisław Czech       | Polska               | 351,40 |
| 10    | Hans Vinjarengen      | Norwegia             | 347,30 |
| 11    | Stanisław Marusarz    | Polska               | 339,80 |
| 12    | Sauli Pälli           | Finlandia            | 339,10 |
| 13    | Walter Motz           | III Rzesza           | 338,10 |
| 14    | Jaroslav Kadavý       | Czechosłowacja       | 335,00 |
| 15    | Jaroslav Lukeš        | Czechosłowacja       | 323,70 |
| ...   |                       |                      |        |
| 17.   | Marian Woyna Orlewicz | Polska               | ?      |
| 18.   | Michał Górski         | Polska               | ?      |
| 21.   | Józef Bursa           | Polska               | 292,60 |
| 24.   | Franciszek Mrowca     | Polska               | 264,60 |
| 29.   | Andrzej Marusarz      | Polska               | 248,50 |
| 30.   | Jan Haratyk           | Polska               | 246,30 |